# Cleonymus pini
Cleonymus pini är en stekelart som beskrevs av Yang 1996. Cleonymus pini ingår i släktet Cleonymus och familjen puppglanssteklar. Inga underarter finns listade i Catalogue of Life.